# Butch Woolfolk
Harold E. Woolfolk, detto Butch (Milwaukee, 1º marzo 1960), è un ex giocatore di football americano statunitense che ha militato nel ruolo di running back nella National Football League (NFL).

## Carriera

### New York Giants
Woolfolk fu scelto dai New York Giants nel corso del primo giro (18º assoluto) del Draft NFL 1982. Woolfolk, che si era diplomato alle scuole superiori in New Jersey ed era un tifoso dei Giants, ricorda di avere guardo il draft nel suo appartamento a Ann Arbor: "Quando rimasero solo quattro o cinque scelte prima che fosse il turno dei Giants, speravo di arrivare fino a loro."
Nel 1982 Woolfolk fu premiato come rookie offensivo della NFC dell'anno, disputando tutte le 9 partite della stagione accorciata per uno sciopero dei giocatori, correndo 439 yard, ricevendo 23 passaggi per 224 yard e segnando 4 touchdown. In una gara del dicembre 1982 contro gli Houston Oilers, Woolfolk segnò i suoi primi due touchdown, uno su corsa e uno su ricezione, contribuendo alla vittoria per 17–14. Con New York in svantaggio a meno di due minuti dal termine, Woolfolk segnò dopo avere percorso 40–yard in seguito a una ricezione in tuffo a una mano. Il giorno successivo, il New York Times pubblicò un articolo con il titolo "La ricezione di Woolfolk." L'articolo concluse che Woolfolk e Rob Carpenter erano per i Giants "il miglior backlfield dagli anni di gloria di Frank Gifford e Alex Webster un quarto di secolo fa." Nel corso della stagione, le sue 1.091 yard totali furono il terzo miglior risultato della NFL dietro a James Brooks (1.383) e Marcus Allen (1.098).
Nel 1983, il primo anno di Bill Parcells come capo-allenatore, Woolfolk guadagnò 1.225 yard dalla linea di scrimmage (857 su corsa e 368 su ricezione) - più di qualsiasi altro running back dei Giants negli ultimi dieci anni.  Stabilì anche il record NFL per corse tentate in una partita (43 per 159 yard) il 20 novembre 1983. Woolfolk guadagnò 115 yard su 26  portate nel solo primo tempo e disse dopo la partita: "Non sono così stanco come pensavo sarei stato quando qualcuno mi ha detto il numero di corse che ho provato." Ironicamente, quel record di 43 portate fu battuto nel 1987 da Jamie Morris, lo stesso giocatore che aveva battuto il primato di Woolfolk per yard corse in carriera all'Università del Michigan.
Nel 1984 Woolfolk fu relegato nel ruolo di riserva di Joe Morris quando questi divenne il titolare a metà stagione. La squadra raggiunse i playoff ma Woolfolk non toccò il pallone. Nel marzo 1985, i Giants scambiarono il giocatore con gli Oilers. In un articolo sullo scambio, il New York Times disse: "Il mistero di Butch Woolfolk, che in tre stagioni con i Giants è passato da essere una stella alla panchina, può essere risolto il prossimo autunno, ma non con i Giants." Woolfolk disse all'epoca di non provare risentimento per la cessione e l'allenatore Parcells disse: "Forse un nuovo posto sarà un bene per Butch. Non penso sia soddisfatto di ciò che è accaduto l'anno scorso."

### Houston Oilers
Con gli Oilers nel 1985, Woolfolk fu quinto nella conference con 80 ricezioni per 814 yard. Corse anche 392 yard e complessivamente ebbe 1.206 [yard dalla linea di scrimmage. Giocò altre tre stagioni nella NFL con gli Oilers e i Lions nel periodo 1986–88 ma corse meno di 100 yard in ognuna di esse. Con gli Oilers, Mike Rozier era il corridore principale e Drew Hill il ricevitore principale, ma Woolfolk guidò tutti i running della squadra in yard ricevute sia nel 1985 che nel 1986. Nel 1986 passò dal ruolo di tailback a quello di fullback, ma disputò solamente dieci partite prima di fratturarsi una spalla nella seconda metà della stagione. Gli Oilers scelsero Alonzo Highsmith come terzo assoluto nel Draft NFL 1987 dopo avere operato uno scambio per salire in posizione utile dopo che i loro tre migliori running back, Rozier, Ray Wallace e Woolfolk, conclusero la stagione in lista infortunati. A Houston, Woolfolk si riunì con il suo ex compagno di Michigan Stan Edwards. I figli sia di Woolfolk che di Edwards (Braylon Edwards) in seguito seguirono le orme dei loro padri giocando a Michigan.

### Detroit Lions
Woolfolk fu svincolato dagli Oilers all'inizio del training camp 1987 e firmò con i Lions. Disputò 12 partite nel 1987 con 549 yard totali. Nel 1988 disputò solo tre partite, venendo limitato a 4 yard corse, 4 ricevute e 99 yard su 4 ritorni di kickoff. Nella terza gara della stagione si infortunò a un ginocchio e non scese più in campo nella NFL.

## Palmarès
- PFWA All-Rookie Team - 1982